# Poklad Rudého Rackhama
Poklad Rudého Rackhama (v překladu z 90. let 20. století jako Poklad Rudého Raubíře, francouzsky Le Trésor de Rackham le Rouge) je komiks ze série Tintinova dobrodružství od belgického kreslíře Hergého. Je přímým pokračováním předchozího alba Tajemství Jednorožce, jehož děj se točí okolo stop k pokladu z lodi Jednorožec. V Pokladu Rudého Rackhama se hlavní hrdinové, Tintin s Filutou, kapitánem Haddockem, Kadlecem a Tkadlecem a profesorem Hluchavkou vydávají tento poklad hledat.
Komiks poprvé vycházel na pokračování v roce 1943 v belgickém deníku Le Soir, v podobě barevného alba byl vydán o dva roky později. V Česku jej poprvé vydalo nakladatelství Egmont ČR v roce 1995 jako Poklad Rudého Raubíře, v letech 1996 a 1997 vycházel na pokračování v časopisu Květy. V novém překladu a s názvem Poklad Rudého Rackhama byl komiks poprvé vydán v roce 2008 v nakladatelství Albatros.